# Solanum tenuisetosum
Solanum tenuisetosum là loài thực vật có hoa trong họ Cà. Loài này được (Bitter) Bohs miêu tả khoa học đầu tiên năm 1995.